# Grand Prix Španělska 2010
Grand Prix Španělska 2010 (XLXI Gran Premio de España Telefónica), 5. závod 61. ročníku mistrovství světa jezdců Formule 1 a 52. ročníku poháru konstruktérů, historicky již 825. grand prix, se již tradičně odehrála na okruhu v Barceloně.

## Výsledky

### Kvalifikace
| Pořadí | Číslo | Jezdec             | Tým                  | 1. část  | 2. část  | 3. část  | Start |
| ------ | ----- | ------------------ | -------------------- | -------- | -------- | -------- | ----- |
| 1      | 6     | Mark Webber        | Red Bull-Renault     | 1:21.412 | 1:20.655 | 1:19.995 | 1     |
| 2      | 5     | Sebastian Vettel   | Red Bull-Renault     | 1:21.680 | 1:20.772 | 1:20.101 | 2     |
| 3      | 2     | Lewis Hamilton     | McLaren-Mercedes     | 1:21.723 | 1:21.415 | 1:20.829 | 3     |
| 4      | 8     | Fernando Alonso    | Ferrari              | 1:21.957 | 1:21.549 | 1:20.937 | 4     |
| 5      | 1     | Jenson Button      | McLaren-Mercedes     | 1:21.915 | 1:21.168 | 1:20.991 | 5     |
| 6      | 3     | Michael Schumacher | Mercedes             | 1:22.528 | 1:21.557 | 1:21.294 | 6     |
| 7      | 11    | Robert Kubica      | Renault              | 1:22.488 | 1:21.599 | 1:21.353 | 7     |
| 8      | 4     | Nico Rosberg       | Mercedes             | 1:22.419 | 1:21.867 | 1:21.408 | 8     |
| 9      | 7     | Felipe Massa       | Ferrari              | 1:22.564 | 1:21.841 | 1:21.585 | 9     |
| 10     | 23    | Kamui Kobajaši     | BMW Sauber-Ferrari   | 1:22.577 | 1:21.725 | 1:21.984 | 10    |
| 11     | 14    | Adrian Sutil       | Force India-Mercedes | 1:22.628 | 1:21.985 |          | 11    |
| 12     | 22    | Pedro de la Rosa   | BMW Sauber-Ferrari   | 1:22.211 | 1:22.026 |          | 12    |
| 13     | 10    | Nico Hülkenberg    | Williams-Cosworth    | 1:22.857 | 1:22.131 |          | 13    |
| 14     | 12    | Vitalij Petrov     | Renault              | 1:22.976 | 1:22.139 |          | 19    |
| 15     | 16    | Sébastien Buemi    | Toro Rosso-Ferrari   | 1:22.699 | 1:22.191 |          | 14    |
| 16     | 17    | Jaime Alguersuari  | Toro Rosso-Ferrari   | 1:22.593 | 1:22.207 |          | 15    |
| 17     | 15    | Vitantonio Liuzzi  | Force India-Mercedes | 1:23.084 | 1:22.854 |          | 16    |
| 18     | 9     | Rubens Barrichello | Williams-Cosworth    | 1:23.125 |          |          | 17    |
| 19     | 18    | Jarno Trulli       | Lotus-Cosworth       | 1:24.674 |          |          | 18    |
| 20     | 19    | Heikki Kovalainen  | Lotus-Cosworth       | 1:24.748 |          |          | 20    |
| 21     | 24    | Timo Glock         | Virgin-Cosworth      | 1:25.475 |          |          | 22    |
| 22     | 25    | Lucas di Grassi    | Virgin-Cosworth      | 1:25.556 |          |          | 23    |
| 23     | 20    | Karun Chandhok     | HRT-Cosworth         | 1:26.750 |          |          | 24    |
| 24     | 21    | Bruno Senna        | HRT-Cosworth         | 1:27.122 |          |          | 21    |

### Závod
| Pořadí | Číslo | Jezdec             | Tým                  | Kola | Čas/odstoupení | Start | Body |
| ------ | ----- | ------------------ | -------------------- | ---- | -------------- | ----- | ---- |
| 1      | 6     | Mark Webber        | Red Bull-Renault     | 66   | 1:35:44.101    | 1     | 25   |
| 2      | 8     | Fernando Alonso    | Ferrari              | 66   | +24.065        | 4     | 18   |
| 3      | 5     | Sebastian Vettel   | Red Bull-Renault     | 66   | +51.338        | 2     | 15   |
| 4      | 3     | Michael Schumacher | Mercedes             | 66   | +1:02.195      | 6     | 12   |
| 5      | 1     | Jenson Button      | McLaren-Mercedes     | 66   | +1:03.728      | 5     | 10   |
| 6      | 7     | Felipe Massa       | Ferrari              | 66   | +1:05.767      | 9     | 8    |
| 7      | 14    | Adrian Sutil       | Force India-Mercedes | 66   | +1:12.941      | 11    | 6    |
| 8      | 11    | Robert Kubica      | Renault              | 66   | +1:13.677      | 7     | 4    |
| 9      | 9     | Rubens Barrichello | Williams-Cosworth    | 65   | +1 kolo        | 17    | 2    |
| 10     | 17    | Jaime Alguersuari  | Toro Rosso-Ferrari   | 65   | +1 kolo        | 15    | 1    |
| 11     | 12    | Vitalij Petrov     | Renault              | 65   | +1 kolo        | 19    |      |
| 12     | 23    | Kamui Kobajaši     | BMW Sauber-Ferrari   | 65   | +1 kolo        | 10    |      |
| 13     | 4     | Nico Rosberg       | Mercedes             | 65   | +1 kolo        | 8     |      |
| 14     | 2     | Lewis Hamilton     | McLaren-Mercedes     | 64   | Řízení         | 3     |      |
| 15     | 15    | Vitantonio Liuzzi  | Force India-Mercedes | 64   | Motor          | 16    |      |
| 16     | 10    | Nico Hülkenberg    | Williams-Cosworth    | 64   | +2 kola        | 13    |      |
| 17     | 18    | Jarno Trulli       | Lotus-Cosworth       | 63   | +3 kola        | 18    |      |
| 18     | 24    | Timo Glock         | Virgin-Cosworth      | 63   | +3 kola        | 22    |      |
| 19     | 25    | Lucas di Grassi    | Virgin-Cosworth      | 62   | +4 kola        | 23    |      |
| Ret    | 16    | Sébastien Buemi    | Toro Rosso-Ferrari   | 42   | Hydraulika     | 14    |      |
| Ret    | 20    | Karun Chandhok     | HRT-Cosworth         | 27   | Kolize         | 24    |      |
| Ret    | 22    | Pedro de la Rosa   | BMW Sauber-Ferrari   | 20   | Kolize         | 12    |      |
| Ret    | 21    | Bruno Senna        | HRT-Cosworth         | 0    | Nehoda         | 21    |      |
| DNS    | 19    | Heikki Kovalainen  | Lotus-Cosworth       | 0    | Převodovka     | 20    |      |

## Průběžné pořadí šampionátu
Pořadí Poháru jezdců
| Pořadí | Jezdec           | Body |
| ------ | ---------------- | ---- |
| 1      | Jenson Button    | 70   |
| 2      | Fernando Alonso  | 67   |
| 3      | Sebastian Vettel | 60   |
| 4      | Mark Webber      | 53   |
| 5      | Nico Rosberg     | 50   |

Pořadí Poháru konstruktérů
| Pořadí | Tým              | Body |
| ------ | ---------------- | ---- |
| 1      | McLaren-Mercedes | 119  |
| 2      | Ferrari          | 116  |
| 3      | Red Bull-Renault | 113  |
| 4      | Mercedes         | 72   |
| 5      | Renault          | 50   |